# Маздрача
Ма̀здрача (на македонска литературна норма: Маздрача) е река в Северна Македония, един от по-големите и първите леви притоци на Вардар в Полога.
Реката извира в местността Венец, в южния дял на Шар, в масива под върховете Мала и Голема Враца, на надморска височина от 2250 m, а се влива във Вардар срещу село Вълковия на 470 m надморска височина. Дължината на реката е 24,5 km, а водосборният басейн – 140 km2.

## Галерия
- Маздрача в хидросистемата „Шарски води“
- Маздрача около изворите си високо в Шар
- Временен водопад на малкия приток Демирова река, непосредствено преди вливането в Маздрача